# 卡兹维埃耶
卡兹维埃耶（法語：Cazevieille，法語發音：[kazvjɛj]）是法国埃罗省的一个市镇，属于蒙彼利埃区。

## 地理
卡兹维埃耶（43°46'12"N, 3°47'19"E）面积16.21 平方千米，位于法国奧克西塔尼大區埃罗省，该省份为法国南部沿海省份，南濒地中海，西南接奥德省，西北接塔恩省和阿韦龙省，东北与加尔省接壤。
与卡兹维埃耶接壤的市镇（或旧市镇、城区）包括：马斯德隆德尔、莱马泰勒、圣让德屈屈勒、瓦尔弗洛内斯、维奥勒昂拉瓦勒。

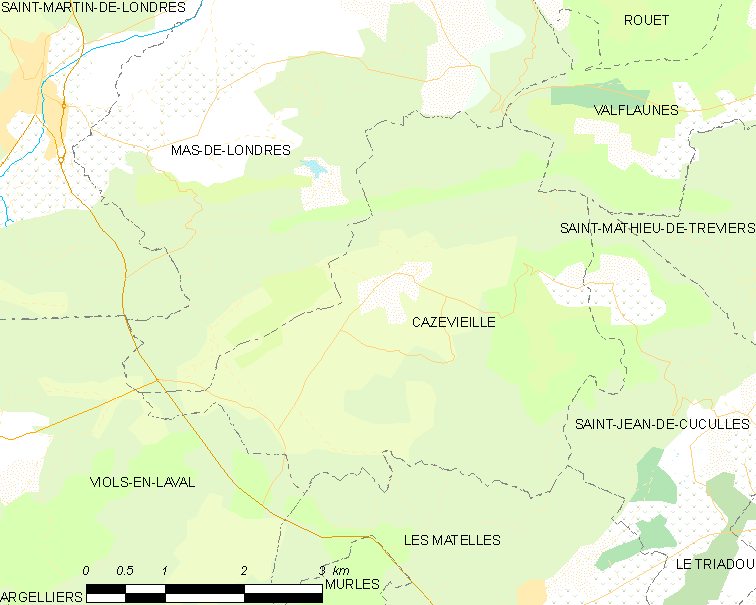
卡兹维埃耶的OSM定位图

卡兹维埃耶的时区为UTC+01:00、UTC+02:00（夏令时）。

## 行政
卡兹维埃耶的邮政编码为34270，INSEE市镇编码为34066。

## 政治
卡兹维埃耶所属的省级选区为圣热利迪费斯克县。

## 人口

1962-2008年间卡兹维埃耶人口变化图示

卡兹维埃耶于2022年1月1日时的人口数量为228人。